# Tribunal de la Conservation des privilèges royaux des foires de Lyon
Le Tribunal de la Conservation des privilèges royaux des foires de Lyon, aussi appelé Tribunal de la Conservation ou la Conservation, est une juridiction d'exception lyonnaise, active depuis le XVe siècle jusqu'en 1790-1792. Il est progressivement remplacé par le tribunal de commerce, au début de la Révolution.

## Histoire

### Création
Dès la mise en place des foires de Lyon, il existait probablement déjà un système d'arbitrage des conflits pour les petits litiges (comme pour les foires de Champagne). C'est par une ordonnance du 8 mars 1463 que Louis XI crée un "conservateur et gardien des foires" pour juger des litiges entre marchands ou entre officiers royaux et marchands. Le conservateur alors désigné est le bailli de Mâcon, aussi sénéchal de Lyon.

« Et parce que durant les dites foires se pourroient mouvoir questions et debats entre nos officiers et les marchands qui frequenteroient les dictes foires, comme de marchands à marchands et de partie à partie, nous, pour obvier ausdits debatz, questions et procès et y mettre briefve fin, avons ordonné et estably, ordonnons et establissons par ces dictes presentes conservateur et gardien des dictes foires notre baillyf de Mascon, seneschal de Lyon, ou son lieutenant, present et advenir auquel nous avons donné et donnons par ces dictes presentes pouvoir, autorité et commission de juger et de terminer sans longs procès et figures de plaids, appeler ceux qui seront à appeler, tous les débats qui se pourroient mouvoir entre nos dicts officiers et les marchands fréquentant les dictes foires et durant le temps d'icelle ainsi qu'il verra estre à faire par raison. »

### Un enjeu politique auxXVIeetXVIIesiècles
Assez rapidement, cette juridiction qui régule la vie commerciale lyonnaise devient une source de conflits entre le sénéchal, à qui elle a été confiée, les échevins du Consulat et les officiers de la sénéchaussée et du siège présidial de Lyon. Dans une ville commerçante comme Lyon, contrôler l'institution judiciaire chargée du commerce est en effet un enjeu politique de première importance. C'est pourquoi le Consulat tente très tôt d'investir la Conservation.
Après plusieurs conflits, une ordonnance royale du 29 avril 1464 place, en dessous du conservateur, un conciliateur désigné par le Consulat et deux arbitres choisis parmi les marchands. Ce n'est qu'en cas d'échec des arbitres et du conciliateur que le juge conservateur (seul capable de prononcer des sentences judiciaires) intervient. La Conservation devient alors une juridiction à trois niveaux : le sénéchal conservateur ; un « prud'homme suffisant et idoine » (ordonnance de 1464) nommé par le Consulat et deux arbitres.
Elle demeure pour autant une juridiction royale.
En 1494, l'ordonnance de rétablissement des quatre foires de Lyon établit un conservateur distinct du sénéchal, mais toujours dépendant de celui-ci.
Le Consulat, qui a déjà obtenu la possibilité de participer à cette juridiction royale, continue à essayer de la contrôler. Il crée des liens étroits avec le conservateur. Par exemple, en l'invitant à devenir échevin. Ce fut le cas de Claude Thomassin, premier conservateur en titre. Il est aussi conseiller, capitaine de la ville, et député par elle à plusieurs reprises, notamment pour négocier avec le roi. À sa mort, la charge de conservateur passe à son fils qui a le grand avantage (pour un juge) d'être docteur ès lois. La juridiction gagne en compétence. Ce second conservateur est aussi conseiller de la ville, à plusieurs occasions, il est choisi comme député par le Consulat.

### La réunion au Consulat (1655)
Dès le 22 octobre 1616, une assemblée de notables marchands convoquée par le Consulat émet l'idée de racheter l'office au conservateur et à ses héritiers. Le Consulat deviendrait alors de fait le détenteur du pouvoir de cette juridiction .
Après plusieurs années de débats, le projet finit par se réaliser. En 1653, le Consulat achète le greffe, la charge du conservateur, celle de son lieutenant et des deux avocats du roi, pour la somme de 253 964 livres 7 sols 6 deniers. Mais une fois les offices rachetés, il est nécessaire d'obtenir l'aval du roi pour que cette juridiction royale soit municipale de droit et non seulement de fait. Cette fois, ce n'est pas une vaste assemblée qui est réunie pour s'adresser au roi, mais un petit comité : le prévôt des marchands, maître Guignard, les échevins, leur puissant protecteur à la cour, l'archevêque de Lyon Camille de Neufville de Villeroy, ainsi que le maréchal de Villeroy. La lettre adressée au roi utilise notamment comme argument la situation d'autres villes, comme Paris, où le prévôt des marchands et les échevins disposent d'un droit de juridiction contentieuse sur presque tout le cours de la Seine. Finalement, un édit de mai 1655 ratifie la réunion de la Conservation au Consulat.
Le 8 (ou le 9) octobre 1655, le Consulat, convoqué en l'hôtel commun, prend connaissance de l'édit du roi. Il se transporte ensuite chez l'archevêque comte de Lyon, lieutenant général du roi, pour lui demander quelles personnes le roi a désignées comme juges, ainsi qu'il s'est réservé de le faire pour deux d'entre les six bourgeois ou marchands qui assistent le conservateur.
Le Tribunal de la Conservation siége à l'hôtel de ville de Lyon. La salle d'audience est située au premier étage de l’aile nord. Thomas Blanchet en avait décoré le plafond, en 1669, par une composition représentant une Chute des vices. Le grand vestibule, au rez-de-chaussée du corps de logis principal, a une fonction de salle des pas-perdus pour cette juridiction.
Le Tribunal de la Conservation demeure une juridiction municipale jusqu'à sa disparition lors de la Révolution française.

## Compétences et organisation

### Une compétence croissante sur les litiges commerciaux à Lyon
De nombreux édits et textes royaux se sont succédé pour définir les compétences du Tribunal de la Conservation. Ils ont progressivement transformé cette juridiction foraine en tribunal de commerce permanent.
En 1535, le tribunal peut procéder à la saisie des biens et des personnes pour dettes contractées en foires. Il obtient en même temps la juridiction des compagnies (sociétés de commerce). Fait important, son ressort est alors étendu à tout le royaume (tant que les faits à juger ont eu lieu à Lyon). Ce texte fixe la procédure d'appel au parlement de Paris, puisque le tribunal n'est souverain que jusqu'à 500 livres.
En 1545, à l'occasion de la faillite d'un certain Arnaud, des lettres patentes donnent à la Conservation la connaissance des faillites et banqueroutes.
Une déclaration du roi du 18 février 1578 renouvelle cette compétence.
En mai 1594, à l'issue des Guerres de religion et alors que Henri IV cherche à se concilier les élites municipales de Lyon, un édit royal modifie la juridiction de la Conservation. À partir de cette date, elle est compétente pour les faits en foire. Ce n'est plus la période chronologique et l'espace des foires qui est important, mais la nature du litige. La Conservation juge alors de tous les «faits de societez, changes, voitures, negoces et marchandises et de tout ce qui en depend et pour y estre par luy procédé souverainement ».
En 1602, la Conservation est déclarée compétente « tant en foire que hors foires ». Elle devient alors une juridiction permanente, un véritable tribunal de commerce pour toute personne qui pratique le négoce dans la ville de Lyon.
L'édit de réunion de mai 1655 présente la nouvelle organisation du tribunal après son rachat par le Consulat :
- un « président juge gardien conservateur enquesteur commissaire examinateur » qui est le prévôt des marchands ;
- son lieutenant ;
- deux avocats ;
- un greffier héréditaire des présentations et consignations ;
- quatre échevins et six juges ex-consuls renouvelables par moitié chaque année[13].

Ces six juges proviennent des deux grandes parties de Lyon, de part et d'autre de la Saône. Trois sont choisis du côté de Saint-Nizier et trois du côté de Fourvière (un de chaque côté étant nommé par le roi).
Les juges doivent être cinq, en matière civile et sept, en matière criminelle.
Le même édit de 1655 rappelle que la Conservation est compétente pour les litiges nés à l'occasion des foires, mais aussi ceux nés de leurs « circonstances et dépendances ». 
Un édit en juillet 1669 vient achever de définir clairement les compétences de la Conservation.
Enfin, à l'occasion de litiges avec les autres juridictions consulaires, des lettres patentes de 1763 tentent de distinguer les compétences de ces dernières de celles des conservateurs des foires. Mais le projet n'aboutit pas et disparaît à la Révolution.

### LeStile de la Conservation(1657)
L'un des premiers projets du Consulat, après qu'il a récupéré la Conservation, a été de le doter de règlements. Un texte est rapidement proposé par Nicolas Chorier, avocat au parlement de Dauphiné.
Ce Stile est un ensemble de règles adressées aux juges, des instructions pour leur donner une idée élevée de leur fonction. Il comprend 169 articles. Il détermine et fixe à la fois la procédure et la compétence.
Ce cadre règlementaire est complété, le 29 avril 1686, par une sorte de règlement intérieur de la Conservation.

## Liste des conservateurs
Le tableau ci-dessous présente la liste des conservateurs avant la réunion au Consulat en 1655.
| Dates | Nom                   | Détails                                                                            |
| ----- | --------------------- | ---------------------------------------------------------------------------------- |
| 1494  | Claude Thomassin      | Capitaine de la ville.                                                             |
| 1516  | Bonaventure Thomassin |                                                                                    |
| 1520  | Néri Mazi             |                                                                                    |
| 1536  | Nicolas de Chaponay   | Seigneur de Feyzin, aussi prévôt des marchands de Lyon.                            |
| 1566  | Jean de Chaponay      |                                                                                    |
| 1581  | André Lorans          | Seigneur de la Sarra.                                                              |
| 1602  | Charles de Luz        |                                                                                    |
| 1604  | Jean Goujon           | Procureur de la ville.                                                             |
| 1605  | Jacques de Bais       |                                                                                    |
| 1616  | Jean Dupré            |                                                                                    |
| 1631  | Jean Mynet            | Conseiller au présidial de Lyon. Il vend sa charge au Consulat le 24 janvier 1654. |

À partir de 1655 (date de la réunion de la Conservation au Consulat), le Conservateur est le prévôt des marchands.
Le fichier joint présente la liste de tous juges de la Conservation (le prévôt des marchands conservateur et les autres) après 1655.

## Sources d'archives
Du fait de son rattachement au Consulat, mais aussi du transfert de ses compétences au tribunal de commerce au moment de la Révolution, les archives de la Conservation sont conservées aux Archives municipales de Lyon (qui conservent les archives liées à la municipalité) et aux Archives du département du Rhône et de la métropole de Lyon (qui conservent, entre autres, les archives du tribunal de commerce). Malheureusement, les archives du tribunal antérieures à 1600 n'ont pas été conservées.
La grande originalité des archives de la Conservation réside dans le fait que les papiers de commerçants faillis ou décédés sans héritiers étaient saisis par le tribunal. Nous sont ainsi parvenus non seulement les documents résultant de l'activité de la juridiction (plumitifs d'audiences, registres de décisions, registres de création et de dissolution de sociétés, etc.) mais aussi un volume très important de papiers de commerçants : correspondances commerciale comme familiale, registres comptables, livres de raison, pièces de procédures, contrats de mariage, testaments, baux et quittances, etc..

## Sources externes
- Sous-série 8 B aux Archives du département du Rhône et de la métropole de Lyon.
- Sous-série FF des Archives municipales de Lyon (partie D).
- Notices BnF "Conservation des privilèges royaux des foires de Lyon"
- Pierre Fradin, Ordonnances et privilèges des foires de Lyon : et leur antiquité : avec celles de Brie & Champaigne, et les confirmations d'icelles par sept roys de France, depuis Philippe de Valois, sixième du nom, jusqu'à François second, à présent régnant, Lyon, 1560.
- Nicolas Chorier, Le stile de la jurisdiction royale establie dans la ville de Lyon et présentement unie au Consulat pour la conservation des privilèges royaux des foires, Paris, A. Vitré, 1657.